# Brakwatersalamander
De brakwatersalamander (Ambystoma subsalsum) is een salamander uit de familie molsalamanders (Ambystomatidae). De soort werd voor het eerst wetenschappelijk beschreven door Edward Harrison Taylor in 1943.

## Verspreiding en leefgebied
Deze soort leeft in delen van zuidelijk Noord-Amerika en komt endemisch voor in centraal Mexico.